# Герардини, Джованни
Джованни Герардини (итал. Giovanni Gherardini; 27 мая 1778, Милан — 8 января 1861, Милан) — итальянский литератор.
Получил медицинское образование и работал врачом. Наиболее известен как автор либретто к опере Джоакино Россини «Сорока-воровка» (1817). Опубликовал словарь-справочник «Lessigrafia italiana» (1843), предлагавший орфографическую реформу итальянского языка (в частности, с упразднением двойных согласных), биографию Гаспаро Гоцци и ряд других сочинений. Выступил редактором-составителем собрания сочинений Торквато Тассо (1823) и сборника лирических драм (итал. melodrama giocosa) XVIII века, перевёл с немецкого языка «Курс драматической литературы» А. В. Шлегеля.